# Найсильніша людина Данії
Найсильніша людина Данії (анґл. Denmark's Strongest Man) — щорічне змагання серед ломусів, яке було вперше проведено в 1983 році. До виступів допускаються виключно данські ломуси. Флемінґ Расмуссен має найкращий показник серед переможців — на його рахунку сім перемог.
| Рік  | Чемпіон             | 2-е місце           | 3-е місце           |                     |
| ---- | ------------------- | ------------------- | ------------------- | ------------------- |
| 1983 | Свен-Оле Торсен     |                     |                     |                     |
| 1984 | Генрік Торсен       |                     |                     |                     |
| 1985 | Захід не проводився | Захід не проводився | Захід не проводився | Захід не проводився |
| 1986 | Захід не проводився | Захід не проводився | Захід не проводився | Захід не проводився |
| 1987 | Генрік Торсен       |                     |                     |                     |
| 1988 | Генрік Торсен       |                     |                     |                     |
| 1989 | Генрік Торсен       |                     |                     |                     |
| 1990 | Захід не проводився | Захід не проводився | Захід не проводився | Захід не проводився |
| 1991 | Геннінґ Торсен      | Генрік Равн         |                     |                     |
| 1992 | Геннінґ Торсен      | Генрік Равн         |                     |                     |
| 1993 | Генрік Равн         | Геннінґ Торсен      | Бо Мортенсен        |                     |
| 1994 | Генрік Равн         | Бо Мортенсен        | Флемінґ Расмуссен   |                     |
| 1995 | Флемінґ Расмуссен   |                     |                     |                     |
| 1996 | Флемінґ Расмуссен   |                     |                     |                     |
| 1997 | Флемінґ Расмуссен   | Бо Мортенсен        | Рене Мінквіц        |                     |
| 1998 | Флемінґ Расмуссен   | Рене Мінквіц        | Торбен Соренсен     |                     |
| 1999 | Флемінґ Расмуссен   |                     |                     |                     |
| 2000 | Флемінґ Расмуссен   |                     |                     |                     |
| 2000 | Рене Мінквіц        |                     |                     |                     |
| 2001 | Рене Мінквіц        |                     |                     |                     |
| 2002 | Торбен Андерсен     |                     |                     |                     |
| 2003 | Флемінґ Расмуссен   |                     |                     |                     |
| 2004 | Рене Мінквіц        | Флеммінґ Брунцзе    | Торбен Соренсен     |                     |
| 2005 | Рене Мінквіц        | Торбен Соренсен     | Флеммінґ Єнсен      |                     |
| 2006 | Рене Мінквіц        | Ґемл Флеммінґ       | Ніколай Гансен      |                     |
| 2007 | Захід не проводився | Захід не проводився | Захід не проводився | Захід не проводився |
| 2008 | Жасмін Гайдаревич   | Ґреґор Стенмар      | Ніколай Гансен      |                     |
| 2009 | Ніколай Гансен      |                     |                     |                     |
| 2010 | Асбйорн Еттруп      | Клаус Бйорклунд     | Френк Йорґенсен     |                     |